# Ґродзисько (Сілезьке воєводство)
Ґродзисько (пол. Grodzisko) — село в Польщі, у гміні Вренчиця-Велька Клобуцького повіту Сілезького воєводства.
Населення — 726 осіб (2011).
У 1975-1998 роках село належало до Ченстоховського воєводства.

## Демографія
Демографічна структура станом на 31 березня 2011 року:
|          | Загалом | Допрацездатний вік | Працездатний вік | Постпрацездатний вік |
| -------- | ------- | ------------------ | ---------------- | -------------------- |
| Чоловіки | 356     | 73                 | 247              | 36                   |
| Жінки    | 370     | 76                 | 213              | 81                   |
| Разом    | 726     | 149                | 460              | 117                  |